# آندرس بلنکوسو
آندرس بلنکوسو (اسپانیایی: Andrés Velencoso‎؛ ‏ زاده ۱۱ مارس ۱۹۷۸ میلادی) مدل و بازیگر اهل کشور اسپانیا است. او عمده شهرتش را مدیون همکاری با برند شنل، و همچنین کالکشن اسپرت برند لویی ویتون به همراه جنیفر لوپز در سال ۲۰۰۳ میلادی است.

## عنوان‌ها
آندرس بلنکوسو در ژوئن سال ۲۰۰۹ میلادی، از دید سایت مادلز، رتبه ۶ در بین مدل‌های جهان را به‌دست آورد.

## بازیگری
آندرس بلنکوسو به عنوان بازیگر نیز در فیلم های زیادی نظیر فیلم سینمایی کمپ تابستانی و ۱۰۰ متر حضور داشته‌است. وی در یکی از پروژه های نتفلیکس نیز حاضر بوده است.